# Jiří Družecký
Jiří Družecký, eingedeutscht Georg Druschetzky, (* 7. April 1745 in Družec bei Kladno, nach anderen Quellen in Jemníky; † 21. Juni 1819 in Buda) war ein tschechischer Oboist, Paukenvirtuose und Komponist.

## Leben
Družecký war seit 1762 Grenadier in Eger im 50. Regiment, das später nach Wien, Enns, Linz und Braunau verlegt wurde. Von 1768 bis 1774 war er als Regimentsmusiker tätig und brachte es bis zum Militärkapellmeister. Ab 1777 war Družecký „bestallter Landschaftspauker“ in öffentlichen Diensten in Oberösterreich, von welchem Amt aus ihm auch eine Förderung des Musiklebens in Linz gelang. 1783 übersiedelte er nach Wien und wurde dort Mitglied der „Tonkünstler-Sozietät“. 1786 oder 1787 trat er in den Dienst des Herzogs Antal Grassalkovich II. in Pressburg, ab 1790 war er als Komponist für den Fürstprimas József Graf Batthyány in Ungarn tätig. 1807 wurde er Compositeur des Erzherzogs Joseph Anton Johann und leitete dessen achtstimmige Bläserharmonie.

## Werke
Družecký hat ein umfangreiches Werk hinterlassen, das nahezu alle musikalischen Gattungen umfasst (28 Sinfonien, 150 Partitas für Blasinstrumente, 12 Streichquartette, 11 Messen, 2 Opern), aber derzeit nur teilweise aufgearbeitet ist. Stilistisch der Hochklassik zugehörig, zeichnet sich sein Werk durch  einfache Themen und eher karge Durchführungen aus. Seine Musik ist im Allgemeinen stark bläserorientiert und  dem Zeitgeschmack der Harmoniemusiken verpflichtet (es gibt  Bearbeitungen von Haydns Schöpfung und der Jahreszeiten als Harmoniemusik von ihm), was aufgrund Družeckýs Ausbildung als Oboist gut nachvollziehbar ist. Družecký bezieht auch eher seltene Instrumente aus seinem Umfeld ein, so etwa in seiner Parthia auf Bauerninstrumenten die Drehleier, den Dudelsack, das Hackbrett, die Zither, das Alphorn und das Xylophon. Es gibt auch Werke für eher ausgefallene Besetzungen wie die Gelegenheitsmusik für sieben Kesselpauken, eine Schlachtensinfonie für zwei Orchester sowie Janitscharenmusik.